# 오 마이 파파
《오 마이 파파》(Oh! My PaPa)는 미국인 카톨릭 신부 알로이시오 슈월츠 몬시뇰(Msgr.) (한국이름 소재건, 소 알로이시오 신부님)의 한국에서의 자선 및 구호활동을 담은 다큐멘터리 영화로, 2016년 11월에 개봉하였다. 박혁지 감독, 조미혜 작가의 각본으로 마리아 수녀회와 (주)하이하버프로덕션이 제작하였고, (주)모멘텀 엔터테인먼트가 배급하였다.

## 영화
NCSOFT West와 NCSOFT 문화재단의 협찬으로, 2017년 3월 15일 '오 마이 파파' 영화를 유투브 무료로 공개하였다. 한국어로 제작된 영화에, 영어, 스페인어, 독일어, 프랑스어, 그리고 포르투갈어 자막이 제공된다. 아래의 링크를 통해서 해당언어로 영화를 감상할 수 있다. 
- 《오마이파파》 영어 자막
- 《오마이파파》 스페인어 자막
- 《오마이파파》 프랑스어 자막
- 《오마이파파》 독일어 자막
- 《오마이파파》 포르투갈어 자막

## 줄거리
이 다큐멘터리는 6.25 전쟁 직후 황폐해진 한국에 찾아와, 2만 명이 넘는 고아 등을 돌보며 평생을 바친 알로이시오 슈월츠(한국 이름, 소재건(蘇再建)) 몬시뇰(Msgr.)의 가장 가난한 아이들에 대한 사랑을 보여준 헌신적인 삶을 그리고 있다.  
영화는 소 알로이시오 신부의 어린 시절, 1957년 부산으로 와 처절한 가난의 실체를 목격하는 장면, 1964년 마리아수녀회 창설 이야기, 평화를 위해 침묵하지 않았던 이야기, 임종 1년을 앞둔 첫 남미 선교지에 얽힌 이야기 등으로 이뤄져 있다. 소 알로이시오 신부님의 여러 가지 철학을 엿볼 수 있는데, 그 중 한 예로 후원금을 모금하는 것과 아이들을 위해 사용하는 것에 대한 소 알로이시오 신부의 철학이 아래와 같이 잘 나타나 있다. 
"돈 걱정은 소 신부의 몫이었다. 매일 미국의 후원자들에게 편지를 쓰고, 동네 주부들이 부업으로 만든 수놓은 손수건을 동봉했다. 후원자들이 보내오는 후원금은 평균 1인당 1달러, 5달러 이상은 '고액 후원자'였다. 소 신부는 후원금을 은행에 넣는 일 없이 바로 '펑펑' 썼다. "가난한 이 가운데 가장 가난한 아이들에게 최고의 교육을 시켜야 한다"는 철학에 따른 것. 정작 그는 지독히 가난하게 살았다. 수단(무릎까지 내려오는 사제복), 양복 각각 한 벌로 평생 살았고 구두도 수시로 꿰매 신었다. 한 수녀는 말한다. "차라리 애덕(愛德)은 쉬워요. 그런데 스스로 가난하게 사는 것은 진짜 어려운 일이에요.""
가장 가난한 아이들의 아버지로 불린 소 알로이시오 신부는 1930년 9월 18일 미국 워싱턴 D.C.에서 출생하였고, 사제 서품 이후 한국, 필리핀, 그리고 멕시코에서 자선과 교육 사업을 운영하였다. 1989년 근 위축성 측색 경화증 (ALS: Amyotrophic Lateral Sclerosis, 일명 루 게릭 병) 진단을 받았고, 1992년 선종하셨다. 소 알로이시오 신부의 덕행을 높이 기린 로마 교황청은 1990년 몬시뇰(Msgr.) 칭호를 수여했고, 2015년 1월22일 가경자 (Venerable)로 선포하였다. 2003년 이후, 소 알로이시오 신부의 성인 시복시성이 진행 중이다.

## 등장 인물
- 알로이시오 슈월츠 : 소 알로이시오 신부님

## 평가
개봉 직후 관람객들은 매우 감동적인영화, 아이들과 함께 꼭 봐야 할 영화, 종교를 뛰어넘은 무조건적 사랑을 담은 영화로 꼽기를 주저하지 않고 있다.
| “ | 소 신부님의 삶은 우리가 그리스도의 삶을 닯는다는 것이 막연한 꿈이 아니라는 것을 보여주고 있습니다. 참 저는 좋았고, 또 많은 분들이 이 영화를 보면서 자기 삶의 영양분이 되었으면 좋겠습니다. 그리고 용기를 가지시고 어떤 어려움에서도 정말 모든 것을 이기고 이렇게 큰 결실을 맺을 수 있다는 희망을 갖고 살아가는 삶을 배웠으면 합니다. | ” |
|   | — 염수정 추기경님, 영화 리뷰, '오마이파파' |   |

| “ | 물론 내가 이 영화를 웰메이드라고 칭하는 이유가 그를 아버지라 부르며 자라난 그의 아들이어서가 아니다. 그를 미화하려고 하는 것도 아니다. 단지 그분의 삶 자체가 아름답고 그 아름다운 삶이 스크린에 고스란히 잘 담겨 있기 때문이다. 나는 내가 신부님의 아들이 아니었더라도 이런 신부님의 아름다운 일생을 담아낸 영화를 다른이들에게 추천해줄 수 있고, 내용을 백번 천번 공유할 수 있다. | ” |
|   | — 한 관람객, 영화 리뷰, '오마이파파' |   |

| “ | 저는 천주교도 기독교도 불교도 아닌, 그냥 무교 입니다만, 종교를 떠나서 이 분이 우리나라, 그리고 이후에 필리핀, 남미 등지에서 어려운 아이들을 위한 학교를 세우고, 교육에도 큰 도움을 주었다는 것에 놀랐습니다. 우리나라에 조선후기 선교사들이 들어와 학교를 세우고 근대교육의 기초를 다진 점과는 또 다르게, 어려운 환경에 처한 아이들을 위해서 교육에 힘쓴 부분이 참 뭉클하게 다가왔습니다. 아이들을 위한 학교만이 아니라, 나중에는 서울에 의료원, 갱생원 등도 운영을 맡아 하셨더라고요. 그 당시 우리나라의 사회상을 사진으로 보는 것도 참 슬프면서도 흥미로웠고요. | ” |
|   | — 한 관람객, 영화 리뷰, '오마이파파' |   |

《오마이파파》티저 예고편 공개 이후 많은 언론의 관심을 받았고, 아래와 같이 많은 언론에 보도되었다.
- 부산경남대표방송 KNN 파워토크 (오! 마이 파파 / 박혁지 감독과 마리아 수녀회 정말지 수녀 (2016.11.27) (24분 30초부터 인터뷰)
- 가난한 이들의 아버지 ‘오 마이 파파’, 1만 관객 돌파 (2016.11.28)
- 배철수의 음악캠프에 소개된《오마이파파》 (2016.11.22)
- 《오마이파파》 시사회 현장 스케치, 2016.11.10 ~ 현재
- 《오마이파파》 염수정 추기경님의 메시지
- 《오마이파파》 박용만 대한 상공회의소 회장님의 메시지
- 《오마이파파》 언론시사회, 김제동 “헌법 정신 연상케 하는 신부님의 철학이 감명 깊다!”(언론 시사회 리뷰, 2016. 11. 13)
- "가난한 아이들이 최고 교육 받아야 합니다" 소 신부와 천상의 엄마들, 빈자들의 부모되다" (조선비즈, 2016. 11. 12)
- "가장 가난한 아이들의 아버지, '오 마이 파파'" (KBS 뉴스, 2016. 11. 11)
- "최고로 대접해주세요… 가장 가난한 아이들이니까요" (조선일보, 2016. 11. 4)
- "헌신의 삶, 종교인의 참모습 보여줄 것" (부산일보, 2016. 11. 9)
- "오 마이 파파 - 도움이 필요한 자들을 돌아보는 진한 순간" (무비스트, 2016. 11. 8)

## 제작 및 배급 과정
영화는 마리아수녀회가 자료를 제공하고 제작진이 8개국을 다니며 120여명을 인터뷰한 내용을 모았다. 영화 개봉을 위한 스토리 펀딩 오 마이 파파, 소 신부님과 소년의집은 많은 이들의 관심 속에 목표를 초과달성하였다.
- 《오 마이 파파》 소 신부님과 소년의 집 1화: 외국인 신부, 한국에 정착한 이유
- 《오 마이 파파》 소 신부님과 소년의 집 2화: 아동구출 1백만명 서명운동 사건
- 《오 마이 파파》 소 신부님과 소년의 집 3화: 전세계 15만여 명 아이들의 어머니
- 《오 마이 파파》 소 신부님과 소년의 집 4화: 외국인 신부가 10년간 보낸 55통의 편지
- 《오 마이 파파》 소 신부님과 소년의 집 5화: '오 마이 파파' 알로이시오의 기적

## 같이 보기
- 알로이시오 슈월츠